# 工人民主 (塞浦路斯)
工人民主（希腊语：Ergatiki Dimokratia）是塞浦路斯的一个托洛茨基主义组织。该组织的政治立场是极左翼。该组织是英国社会主义工人党领导的国际社会主义倾向的成员。